# Tendaj
Za kineski ogranak iste škole pogledajte Tiantai
Tendai (天台宗 Tendai-shū) je japanska škola mahajana budizma koja potiče od kineske škole tiantai ili škole Lotusove sutre.
Njenim osnivačem se smatra Saičo (posmrtno ime Dengjo Daiši), budistički monah koji je po svom povratku iz Kine, gde je izučavao kinesku tradiciju tientai, u Japanu osnovao budističku sektu tendai. Saičo je 805. godine osnovao Enrjaku-đi, budistički samostan na planini Hiei.
Iako temeljena na tiantaiju, nova doktrina je nastojala pomiriti zen i određene elemente šintoizma sa japanskom estetikom. Tendai u sebi sjedinjava različite ideje i rituale budizma, uključujući i ezoterične obrede, ali ih interpretira na nov način. Iako je u suštini eklektičan, Lotus sutra je naročito značajan budistički zapis, koji se smatra vrhovnom knjigom budizma. Sedište tendai budizma bilo je na planini Hiei, a sam tendai budizam imao je važnu ulogu u oblikovanju japanskog budizma, jer je iznedrio osnivače budističkih škola Kamakura, i to zen, jodo, jodo šinšu i ničiren.
Postala je najpopularniji oblik budizma među japanskim višim klasama, a Enrjaku-đi važno političko središte, sve dok ga u Sengoku periodu 1572. nije razorio Oda Nobunaga u nastojanju da ujedini Japan. Hram je kasnije obnovljen i dan-danas služi kao sedište škole.

## Literatura
- Enciklopedija živih religija, Nolit, Beograd. 2004.  978-86-19-02360-3..
- Kembridžova ilustrovana istorija religije, Stylos, Novi Sad. 2006.  978-86-7473-281-6..